# Prefab Sprout
Prefab Sprout — английская поп/рок-группа из Уиттон-Гилберта, графство Дарем, образовавшаяся в 1978 году. Её наибольший успех пришёлся на середину и вторую половину 1980-х годов. Восемь альбомов Prefab Sprout входили в топ-40 британского чарта, а сингл «The King of Rock 'n' Roll» добрался до 7- го места в чарте синглов Великобритании. Фронтмен группы, Падди Макалун, считается в Великобритании одним из наиболее талантливых поэтов-композиторов того периода. В Соединенных Штатах группа Prefab Sprout никогда не имела успеха.

## История Prefab Sprout
Группа Prefab Sprout дебютировала с синглом «Lions In My Own Garden: Exit Someone», записанным на собственные средства музыкантов. Аббревиатура названия этой песни звучит как Limoges (Лимож), город во Франции, где в то время жила бывшая подруга Макалуна. Музыкальный журналист Стюарт Макони называет композицию «мелодичной, загадочной и меланхоличной, подходящей под настроение безработному выпускнику гуманитарного факультета, имеющему проблемы с девушками» .
Первый альбом группы, Swoon, вышел в марте 1984 года. Для записи второго альбома, Steve McQueen, был приглашен Томас Долби в качестве продюсера. В США пришлось сменить  название грампластинки на Two Wheels Good, после того, как наследники Стива Маккуина публично выразили неудовольствие по поводу упоминания имени актёра в таком контексте. Эта работа получила практически единодушное одобрение музыкальных критиков. 
Следующий студийный альбом, Protest Songs, был записан сразу же, но пущен в продажу только в 1989 году.
Наибольший успех в Великобритании ожидал группу после выхода в 1988 сингла «The King of Rock 'N' Roll» (7-е место в чарте), взятого с альбома From Langley Park to Memphis. В записи альбома  принимали участие Стиви Уандер и Пит Таунсенд.

## Дискография

### Студийные альбомы
1. 1984	Swoon (No.22  хит-парада Великобритании)
2. 1985	Steve McQueen (No.21  хит-парада Великобритании)
3. 1988	From Langley Park to Memphis (No.5  хит-парада Великобритании)
4. 1989	Protest Songs (No.18  хит-парада Великобритании)
5. 1990	Jordan: The Comeback (No.7  хит-парада Великобритании)
6. 1997	Andromeda Heights (No.7  хит-парада Великобритании)
7. 2001	The Gunman and Other Stories[3] (No.60  хит-парада Великобритании)
8. 2003 I Trawl the Megahertz (No.54  хит-парада Великобритании)
9. 2009	Let's Change the World with Music (No.39  хит-парада Великобритании)
10. 2013	Crimson/Red (No.15  хит-парада Великобритании)

### Синглы
| Год  | Название                                                      | Хит-парад Великобритании | Хит-парад США | Альбом                            |
| ---- | ------------------------------------------------------------- | ------------------------ | ------------- | --------------------------------- |
| 1984 | "Don't Sing"                                                  | 62                       | -             | Swoon                             |
| 1984 | "When Love Breaks Down"                                       | 88                       | -             | Steve McQueen                     |
| 1985 | "Faron Young"                                                 | 74                       | -             | Steve McQueen                     |
| 1985 | "Appetite"                                                    | 92                       | -             | Steve McQueen                     |
| 1985 | "When Love Breaks Down" (переиздание)                         | 25                       | -             | Steve McQueen                     |
| 1986 | "Johnny Johnny" ("Goodbye Lucille No. 1" название на альбоме) | 64                       | -             | Steve McQueen                     |
| 1988 | "Cars and Girls"                                              | 44                       | -             | From Langley Park to Memphis      |
| 1988 | "The King of Rock 'n' Roll"                                   | 7                        | -             | From Langley Park to Memphis      |
| 1988 | "Hey Manhattan!"                                              | 72                       | -             | From Langley Park to Memphis      |
| 1988 | "Nightingales"                                                | 78                       | -             | From Langley Park to Memphis      |
| 1989 | "The Golden Calf"                                             | 82                       | -             | From Langley Park to Memphis      |
| 1990 | "Looking for Atlantis"                                        | 51                       | -             | Jordan: The Comeback              |
| 1990 | "We Let The Stars Go"                                         | 50                       | -             | Jordan: The Comeback              |
| 1991 | "Jordan - The EP"                                             | 35                       | -             | Jordan: The Comeback              |
| 1992 | "The Sound of Crying"                                         | 23                       | -             | The Best Of - A Life Of Surprises |
| 1992 | "If You Don't Love Me"                                        | 33                       | -             | The Best Of - A Life Of Surprises |
| 1992 | "All The World Loves Lovers"                                  | 61                       | -             | The Best Of - A Life Of Surprises |
| 1993 | "Life of Surprises"                                           | 24                       | -             | The Best Of - A Life Of Surprises |
| 1993 | "I Remember That"                                             | -                        | -             | The Best Of - A Life Of Surprises |
| 1997 | "A Prisoner of the Past"                                      | 30                       | -             | Andromeda Heights                 |
| 1997 | "Electric Guitars"                                            | 53                       | -             | Andromeda Heights                 |
| 1999 | "Where the Heart Is"                                          | 153                      | -             | 38 Carat Collection               |
| 2001 | "Cowboy Dreams"                                               | -                        | -             | The Gunman and Other Stories      |
| 2009 | "Let There Be Music"                                          | -                        | -             | Let's Change the World with Music |